# Auxilium Pallacanestro Torino 1977-1978
La Auxilium nel 1977-1978, sponsorizzata Chinamartini, ha giocato in Serie A2 piazzandosi al quinto posto nella stagione regolare e conquistando la promozione in Serie A1.

## Roster
|    | Naz.                                       | Ruolo | Sportivo          | Anno | Alt. | Peso | Note |
| -- | ------------------------------------------ | ----- | ----------------- | ---- | ---- | ---- | ---- |
| 4  | Italia (bandiera) · Stati Uniti (bandiera) | P     | Frank Valenti     | 1948 | 183  | 75   |      |
| 6  | Italia (bandiera)                          | G     | Giuseppe Brumatti | 1948 | 190  |      |      |
| 8  | Italia (bandiera)                          | P     | Maurizio Benatti  | 1955 | 183  |      |      |
| 10 | Italia (bandiera)                          | P     | Biagio Fioretti   | 1958 | 204  | 87   |      |
| 11 | Italia (bandiera)                          | A     | Alberto Marietta  | 1955 | 200  | 88   |      |
| 12 | Stati Uniti (bandiera)                     | C     | John Grochowalski | 1952 | 204  | 94   |      |
| 15 | Italia (bandiera)                          | A     | Sergio Rizzi      | 1956 | 204  |      |      |
| 16 | Stati Uniti (bandiera)                     | C     | Randy Denton      | 1949 | 209  | 109  |      |
|    | Italia (bandiera)                          |       | Paolo Arucci      | 1960 |      |      |      |

### Staff tecnico
Capo allenatore: Alessandro Gamba

## Risultati
- Serie A2:
- stagione regolare: 5ª classificata promossa in serie A1;